# Monay
Monay é uma comuna francesa na região administrativa de Borgonha-Franco-Condado, no departamento de Jura. Estende-se por uma área de 2,5 km². Em 2010 a comuna tinha 124 habitantes (densidade: 49,6 hab./km²).